# زمین‌لرزه دامغان
زمین‌لرزه دامغان ممکن است به یکی از موارد زیر اشاره داشته باشد:
- زمین‌لرزه ۱۳۸۹ دامغان
- زمین‌لرزه ۲۳۵ دامغان